# Magnetoplumbita
La magnetoplumbita és un mineral de la classe dels òxids, que pertany i dona nom al grup de la magnetoplumbita, grup anomenat per aquest mateix mineral. El nom de la magnetoplumbita és en al·lusió a les seves propietats magnètiques i al seu contingut en plom (plumbum en llatí).

## Classificació
Segons la classificació de Nickel-Strunz, la magnetoplumbita pertany a «04.CC: Òxids amb relació Metall:Oxigen = 2:3, 3:5, i similars, amb cations de mida mitjana i gran» juntament amb els següents minerals: cromobismita, freudenbergita, grossita, clormayenita, yafsoanita, lueshita, natroniobita, perovskita, barioperovskita, lakargiïta, megawita, loparita-(Ce), macedonita, tausonita, isolueshita, crichtonita, davidita-(Ce), davidita-(La), davidita-(Y), landauita, lindsleyita, loveringita, mathiasita, senaita, dessauita-(Y), cleusonita, gramaccioliïta-(Y), diaoyudaoita, hawthorneita, hibonita, lindqvistita, latrappita, plumboferrita, yimengita, haggertyita, nežilovita, batiferrita, barioferrita, jeppeita, zenzenita i mengxianminita.

## Característiques
La magnetoplumbita és un òxid de fórmula química (Pb,Mn)(Fe,Mn)₁₂O19. Cristal·litza en el sistema hexagonal. La seva duresa a l'escala de Mohs és 6. Forma cristalls piramidals o doblement acabats.

### Varietats
La magnetoplumbita bàrica va ser descrita l'any 1997 com a varietat rara rica en bari. Presenta grans microscòpics (inferiors a 0,1 mm) en jaciments relacionats amb la braunita i altres silicats del jaciment de Nyberget (Västmanland, Suècia). Les anàlisis amb microsonda electrònica determinaren la següent composició: Pb0,69Ba0,33(Fe7,58Mn2+1,28Mn3+1,75 Ti1,17Sb0,06Zn0,05Al0,10)O19 i permeteren descriure una zonació on el plom i el bari s'intercanvien.

## Formació i jaciments
Ha estat descrita només a Suècia i a Macedònia, en skarns associats a menes metamorfitzades de ferro i manganès. S'ha trobat associada a flogopita, manganofil·lita, caryïnita, berzeliïta, manganoberzeliïta, celsiana, manganotekita i andradita.